# A88高速公路
A88高速公路是法国的一条高速公路，全长80千米，于2010年建成通车。A88始于Boulevard périphérique de Caen，终于Sées，与A28高速相连。A88主要经过了卡昂、法莱斯、阿让等城市。